# Heinrich Meibom den äldre
Heinrich Meibom, född 4 december 1555 i Alverdissen, död 20 september 1625 i Helmstedt, var en tysk historiker; farfar till Heinrich Meibom den yngre.
Meibom var professor i skaldekonst och historia vid Helmstedts universitet. Han kröntes 1590 till poëta laureatus i Prag. Han skrev Parodiæ horatianæ, Sylvæ och andra samlingar latinsk vers, till stor del centopoesi, och samlade källor till tyska medeltidens historia, Opuscula historica ad res germanicas spectantia (utgiven 1660).